# Antonio Dabán y Ramírez de Arellano
Antonio Dabán y Ramírez de Arellano (Briones, febrero de 1844-Madrid, 25 de marzo de 1902) fue un político y militar español, gobernador de Puerto Rico. Senador vitalicio 1898-1899, 1899-1900, 1900, 1901.

## Biografía
Nació en febrero de 1844 en Briones, provincia de Logroño. Fue hermano de Luis Dabán y Ramírez de Arellano, también militar y capitán general de Puerto Rico.
Fue elegido diputado a Cortes por el distrito de Santiago de Cuba en las elecciones de 1879 y 1881 y por Tafalla en las de 1884 y 1886.
Entre 1886 y 1887 fue director de la recién creada Dirección General de Seguridad y Orden Público; fue sustituido por Cástor Ibáñez de Aldecoa.
Nombrado gobernador y Capitán General de Puerto Rico 21 de noviembre de 1892; ejercería el cargo desde 1893 hasta causar baja a petición propia el 21 de mayo de 1895 por problemas de salud.
Falleció en Madrid el 25 de marzo de 1902.